# Holly McPeak
Holly McPeak (Manhattan Beach, 15 de maio de 1969) é uma voleibolista de praia estadunidense.
Participou de três edições de Jogos Olímpicos. Em sua primeira aparição, na estreia do voleibol de praia como esporte olímpico em Atlanta 1996, caiu nas quartas-de-final jogando ao lado de Nancy Reno. Em Sydney 2000, McPeak esteve nas Olimpíadas com Misty May, mas repetiu o mesmo resultado de quatro anos antes e caiu novamente nas quartas-de-final. Para os Jogos Olímpicos de 2004 formou dupla com Elaine Youngs e conquistou seu melhor resultado olímpico. Após perderem nas semifinais para as compatriotas May e Kerri Walsh, McPeak e Youngs venceram a disputa de terceiro lugar contra as australianas Natalie Cook e Nicole Sanderson para obter a medalha de bronze.